# 檀國大學
檀國大學（韩语：／*/?）是韓國一所私立綜合大學，創立於1947年，位於首爾特別市龍山區漢南洞，並在京畿道龍仁市竹田洞、忠清南道天安市安棲洞設有校區。學校象徵動物為黑熊，象徵顏色為青色（淺藍色）。2021年，大學部學生有30144人，研究生（包括碩士班、博士班）為4498人，教授為3243人及職員為583人人。
2010年，檀國大學在QS世界大学排名亚洲排第148。

## 历史
梵亭、张炯在1947年11月1日创建了韩国第一所四年制私立大学―檀国大学。檀国大学的建校理念是“救国、自主、自立”，源于檀君的弘益人间精神，同时也是两位创建人意志的具体体现，即通过教育建设一个富强的民主的国家。
檀国大学建校当初设有2個科系、5種專業，分別為法庭學部（法律專業、政治專業）與文理學部（文學專業、數學專業、物理專業）。11月3日於首爾鍾路區樂園洞開校。
舊檀國大學首爾校園正門懸板，1949年12月26日在首爾中區新堂洞朝鮮專業協和場遷移了教師，用韓國戰爭遷移到釜山之後對 1957年7月12日現在的首爾龍山區漢南洞校園。1958年大學院設置。
1967年2月10日綜合大學升格，1978年天安校園設立，2007年8月30日在京畿道龍仁市增設竹田校園。

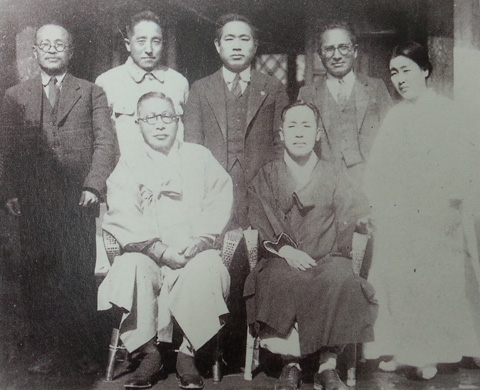
1947年攝

## 著名校友
| - 河智苑 - 池昌旭 - 吳娜拉 - 吳承賢 - 申東美 - 申恩慶 - 申載夏 - 李瑤媛 - 金敏喜 - 李恩宙 - 李彩英 - 金賢珠 - 李荷娜 - 金慧渲 - 張赫 - 高世元 - 金鐘國 - 金俊昊 - 金允貞 - 李基佑 | - 吳盛恩 - 吳娟受 - 劉智泰 - 趙顯宰 - 在喜 - 金妍珠 - 玉澤演（2PM成員） - 崔勝鉉（Big Bang成員T.O.P） - 鄭智薰（RAIN） - 吳賢慶 - 朴宰範（Jay Park） - 崔東旭（Se7en） - 朴泰桓 - 李旼赫（BTOB成員） - 李浚赫 | - 朴寶英 - 曹承佑 - 李昭政（Ladies' Code成员） - Danny Ahn (g.o.d成員) - 孫昊永 (g.o.d成員) - 金俊鎬（喜劇演員） - 車學沇（VIXX隊長N） - 秋瓷炫 - 禹棹煥 - 俞璉靜（宇宙少女成員） |

- 郭時暘

## 外部連結
- （英文）（中文）檀國大學官方網站 （页面存档备份，存于）